# ノラ・グリーンウォルド
ノラ・グリーンウォルド（Nora Kristina Greenwald、1977年9月7日 - ）は、アメリカ合衆国の女子プロレスラー。モーリー・ホーリーのリングネームで知られる。プロレス団体WCWやWWEなどで活躍した。ミネソタ州フォレスト・レイク出身。
過去のWWE女子レスラーの中でも、トップクラスのプロレスセンスを持った数少ない選手である。

## 来歴
14歳から18歳まではパワーリフティングに夢中になり、14歳で100ポンド（約45kg）の重量を挙げ、当時14歳でのミネソタ州レコード75ポンドを大きく上回っている。興味本位でプロレスをやり始め、1997年にフロリダ州タンパにあるマレンコ道場にて、ディーン・マレンコから教えを受ける。同年8月、プロレス団体WPWFにてスターラ・サクストンのリングネームでプロレスデビュー。その後、同団体で女子王座を獲得し、NDWという団体でも女子王座に君臨した。1998年に、WCW、WWE（当時WWF）にジョバーとしての役割であるが参戦している。

### WCW
1999年からWCWのパワープラントでトレーニングし、ランディ・サベージが中心に発足した「チーム・マッドネス」の一員としてデビューする。ミス・マッドネスの名で、主にマネージャーとして活動。その後モナと名を変え、2000年4月7日の新日本プロレス東京ドーム大会に、グレート・ムタのマネージャーとして来日。天山広吉に見事なドロップキックを決めてみせた。2000年8月にWCWを解雇される。

### WWF・WWE
WCW離脱後はWWE（当時WWF）へ移籍し、しばらく下部団体MCWでトレーニングをする。MCWではウィリアム・リーガルの夫人レディ・オフィーリアを名乗っていた。その後、ボブ・ホーリーとクラッシュ・ホーリーのいとこギミックとしてモーリー・ホーリーのリングネームでWWEデビュー。「ザ・ホーリー・カズンズ」を結成し、T&A（テスト&アルバート、トリッシュ）との抗争で活躍。WWFの露出の激しいセクシーなディーヴァ達の中で、一人健康体の元気な女の子キャラを演じてみせた。その後は、スパイク・ダッドリーとの恋愛ストーリーアングルなどを経て、ザ・ハリケーンと組み、正義のヒーローマイティ・モーリーとして活躍。この頃までは、髪もブロンドヘアーで露出の高い衣装だったため、男性にも人気があり人気ディーヴァの一人であった。
2000年になり、当時ハードコア王者であったクラッシュ・ホーリーが、インタビュー内で「24時間365日、いつでもどこでも誰とでも相手になってやる。」と発言したことで24時間ルールが組み込まれる。王者が激しく代わる中、2002年のレッスルマニア18にてハードコア王者であった仲間のハリケーンを後ろからフライパンで殴り倒し、女子レスラーとして初のハードコア王座を獲得する。その後ベルトを守ろうと必死で逃げ回っていたが、扉にぶつかり失神し、クリスチャンにあっさり奪われることになった。
同年4月にハリケーンと別れた後、キャラを一身する。トレードマークでもあったブロンドの髪を短くし、“純潔の処女”というキャラで、シングルプレーヤーモーリー・ホーリーとしてヒールに転向。今までのキャラとはまるで正反対のヒールを見事に演じ、その甲斐あってか、今までそこまで評価されることのなかったプロレステクニックが顕著に現われ、より栄えるようになる。その後トリッシュ・ストラタスを破りWWE女子王座に輝くなど、ディーヴァのトップ選手に君臨する。
2004年レッスルマニア20にて、ビクトリアと髪切りマッチで敗北。女性の命とも言われる髪を剃られ、スキンヘッドになってしまう。しかし、この思い切った行為にWWEファンの評価は高まり、ヒールでありながら彼女のすばらしさを称える声が多くなる。その後、ゴムひもでとめたカツラを着用し、必ず試合中に取られるという屈辱を受けながらも、ヒールを全うする。
2005年4月にWWEを退団することになるが、その理由はWWEがディーヴァサーチなどのコンテストを開き、その路線にモーリーは不快感を示したなどという報道がなされる。しかしこれは誤りであり、モーリー本人はそういった事実はなく、単に家族との時間をとりたいためにWWE側に休養を申し立てたというのが本当の理由であると述べている。最後の試合ではレスリング面では素人のクリスティ・ヘミにダイヤモンド・カッターを浴びせられてフォールを奪われる（いわゆるジョバーの立場に回った）。

### WWE退団後
スペイン大使館を通じグアテマラへの慈善活動を行ったり、薬物問題や、スペシャルオリンピックスへの資金集めなど、熱心に活動しているという。
2007年7月に、オレゴン州のBAWにてカズ・ハヤシの試合をレフェリーとして裁いたほか、21日には、HOWでもクリスティ・ヘミの試合のレフェリーを務めている。
2010年7月に一般男性と結婚。

## 得意技
モーリー・ゴー・ラウンド
モーリーの必殺技。コーナートップから前方に1回転してヒップドロップを浴びせるフォール技である。
スペース・ローリング・エルボー
武藤敬司の得意技であり、モーリーがグレート・ムタのマネージャーについたことから得意技としている。モーリーの場合、側転からバック転してエルボーするパターンもある。
ダブルリスト・アームサルト
相手の両手首を持ってのノーザンライト・スープレックス。
フジワラアームバー

## タイトル
WWE
- WWE女子王座 2回
- WWEハードコア王座（女子選手で初）

## その他
- WWE時代TAJIRIとクリスチャンとは仲が良く、食事仲間であった。モーリーとクリスチャンは大の日本食好きである。
- WWEのヒール時代は、キャラのため常におばさんくさいパンツを穿いていた。